# Amdocs
Amdocs (en hebreu: אמדוקס) és una empresa de programari i un proveïdor de serveis. Les seves solucions pels clients inclouen des de sistemes de suport empresarial, sistemes de suport operatiu, control de xarxa i optimització per a línies múltiples empresarials, fins a xarxes sense fils, banda ampla, cable i serveis de satèl·lit.
La companyia també ofereix serveis financers mòbils a proveïdors de servei i institucions financeres, serveis punt-a-punt, bases de dades, solucions analítiques, publicitat, productes en mitjans de comunicació, serveis de màrqueting, incloent un directori de publicacions. Amdocs manté oficines a sis continents amb suport i centres de desenvolupament localitzats a tot el món, incloent Austràlia, Brasil, Canadà, Xipre, Índia, Irlanda, Israel, Regne Unit i els Estats Units d'Amèrica.
La companyia va ser fundada el 1982 com una branca de les pàgines grogues, de la companyia telèfonica d'Israel, que va ser propietat del Grup Aurec sota el comandament de l'empresari Morris Kahn. Juntament amb uns altres empleats de les pàgines grogues israelianes, Kahn va desenvolupar un programa de facturació i amb en Boaz Doten va establir una companyia que va anomenar Sistemes Aurec de Directori i Informació per a vendes de programari.
El 1985, Southwestern Bell Empresa va comprar un 50 per cent d'Aurec, i el seu nom va canviar a Amdocs. Dos anys després el Grup Aurec va vendre la resta de la seva participació valorada en un bilió de dòlars americans.
Entre els anys 1990 i 1995, Amdocs es va diversificar expandint-se primer cap al servei telefònic i l'espai mòbil. Amb els anys, Amdocs ha continuat expandint el seu producte i les seves ofertes de serveis, tant per a la creació, com per a les adquisicions. La companyia va ser cotitzar en la Borsa de Nova York entre els anys 1998 i 2014, i actualment cotitza en el NASDAQ.

## Directors
- El 1982, Boaz Doten va arribar a Amdocs com a primer president i CEO
- El 1995, Avi Naor va reemplaçar a Boaz Doten
- En 2002, Dov Baharav va reemplaçar a Avi Naor[5]
- En novembre de 2010, Eli Gelman va reemplaçar a Dov Baharav.[6]